# Філіппенко Олександр Георгійович
Олександр Георгійович Філіппенко (рос. Александр Георгиевич Филиппенко; нар. 2 вересня 1944, Москва, РРФСР, СРСР) — радянський і російський актор театру і кіно. Лауреат Державної премії Росії (1998). Народний артист Росії (2000).

## Життєпис
Закінчив Театральне училище ім. Б. Щукіна (1970). Художній керівник театру «Моно-Дует Тріо».
У березні 2014 року, після російської інтервенції в Україну, разом з рядом інших відомих діячів науки і культури Росії висловив свою незгоду з політикою російської влади в Криму. Свою позицію вони виклали у відкритому листі.
У червні 2018 року підтримав українського режисера Олега Сенцова, засудженого і ув'язненого у Росії.
Після початку повномасштабного вторгнення Росії в Україну в День вишиванки опублікував у Фейсбуці свою фотографію у вишиванці. З організацією сольних концертів Філіппенка почали виникати складнощі, а у листопаді 2022 року Театр імені Мосради не продовжив з ним контракт. 10 лютого 2023 року у ЗМІ повідомили, що Філіппенко залишив Росію і оселився у Литві.

## Фільмографія
- «Сині зайці або Музична подорож» (1972, клоун Саша)
- «Зупиніть Потапова!» (1974, Єрмоленко)
- «Хто заплатить за удачу» (1980)
- «Кидок» (1981,  Семен Семенович Каліткін, прапорщик прикордонвійськ)
- «Про повернення забути» (1985, Ісаєв)
- «Я зробив все, що міг» (1986, Леонід Жилін)
- «Візит до Мінотавра» (1987, Григорій Білаш)
- «Наш бронепоїзд» (1988)
- «Важко бути богом» (1989, Реба),
- «Серпень на спливі»/рос. «Убегающий август» (1989, Борис Краснов (головна роль)
- «Кроки імператора» (1991, Павло Ι)
- «Два прокурори» (2025, Степняк)

та інші.
Знявся в українських фільмах:
- «Бумбараш» (1971, т/ф)
- «Народжена революцією» (1974—1977, т/ф, 10 а),
- 1983 : «Останній засіб королів» (т/ф, 4 с) — полковник «Джіґс»
- 1985 : «Чорна стріла» — Річард Глостер
- «Міст через життя» (1986, т/ф, 2 с),
- «Яма» (1990, актор),
- «Жінка для всіх» (1991),
- «Я сама» (1993, Вахрамєєв; Росія—Україна)

та інші.